# Club Deportivo Huesca
El Club Deportivo Huesca fou un antic club de futbol aragonès de la ciutat d'Osca.
Després de la desaparició del Huesca FC el 1927, es creà el 1929 el Club Deportivo Oscenese, que més tard es convertí en Club Deportivo Huesca. El 1940 es fusionà amb Club Deportivo Español per formar la Unión Deportiva Huesca.